# Wasiliki Goutziomitros
Wasiliki Goutziomitros (* 8. Juli 1977 in Zürich) ist eine Schweizer Journalistin und Fernsehmoderatorin. Seit 2022 moderiert sie das Nachrichtenmagazin 10vor10 bei Schweizer Radio und Fernsehen SRF.

## Leben
Wasiliki Goutziomitros wuchs als Tochter griechischer Einwanderer in der Schweiz auf, sie ist Bürgerin von Adliswil. Sie studierte Journalistik an der Ludwig-Maximilians-Universität in München. Im Februar 2006 schloss sie ihr Studium ab. Daneben arbeitete sie als freie Journalistin für verschiedene deutsche Sender. Goutziomitros spricht fünf Sprachen fliessend (Deutsch, Englisch, Französisch, Spanisch, Griechisch). 
2006 kehrte sie in die Schweiz zurück und stiess als Moderatorin der 3sat-Sendung Schweizweit zum Schweizer Fernsehen. Hier moderierte sie ab 2009 die Reisesendung SF unterwegs, reiste hierfür in über 20 Länder, führte die Interviews meist in Originalsprache.
Danach folgte der Wechsel in die News, wo Wasiliki Goutziomitros zur Tagesschau stiess und die Sendungen am Mittag und um 18.00 Uhr moderierte und produzierte. Als Mitglied der Ausland-Redaktion absolvierte sie mehrere Auslandeinsätze. So berichtete sie während der Finanzkrise 2015 als Sonderkorrespondentin aus Griechenland und war während der Flüchtlingskrise im Einsatz. Goutziomitros führte auch durch die dreistündige SRF-Live-Sendung zu den US-Wahlen 2020 und übernimmt sporadisch Moderationseinsätze für das Auslands-Magazin #srfglobal.
Goutziomitros lebt in der Nähe von Zürich, ist verheiratet und hat zwei Kinder.